# Kreuzbergpass
Průsmyk Kreuzbergpass (zkráceně Kreuzberg; italsky Passo di Monte Croce di Comélico, zkráceně Passo Monte Croce) je alpský průsmyk nacházející se nedaleko města Sexten (Itálie) mezi Jižním Tyrolskem a Benátskem (provincie Belluno). Spojuje údolí Sesto s údolím Cadore, má nadmořskou výšku 1636 m a tvoří rozvodí mezi potoky Sesto a Padola. Na východě se nad ním tyčí Karnské Alpy. Na západě se zvedají Dolomity, přesněji Sextenské Dolomity. Většina jihotyrolské části Sextenských Dolomit je chráněna v přírodním parku Drei Zinnen, který dosahuje svého nejvýchodnějšího bodu v průsmyku Kreuzbergpass. Průsmyk je pro silniční dopravu přístupný po silnici SS 52.

## Historie

### Římská doba
Kreuzberský průsmyk tvořený širokým sedlem, které se dá snadno překonat, je jedním z přechodů, které se aktivně využívaly již v dávných dobách. Římané na tuto starou tradici navázali a v 1. století n. l. vybudovali cestu podél řeky Piavy přes průsmyk Kreuzbergpass, která se údolím Pustertal spojila s Brennerskou silnicí. Jednalo se o druhou Via Claudia Augusta, která se také nazývala "Via Claudia Augusta Altinate", aby se odlišila od stejnojmenné silnice vedoucí dále na západ přes Reschenpass. Tento přídavek jí byl přidělen podle místa jejího začátku, Altina. Naproti tomu Via Claudia Augusta z Reschenského průsmyku dostala přídomek "Padana" podle výchozího bodu Hostilia v Pádském údolí, kterému se tehdy říkalo Padana.
Po dobrá dvě století proudila téměř veškerá doprava, která překračovala hlavní alpský hřeben v Brennerském průsmyku, předem přes Kreuzberský průsmyk. U dnešního San Candido, kde byla silniční stanice, se část dopravy také rozvětvovala na východ, k jednomu z mnoha Tauernských průsmyků. Celá délka souvislé brennerské trasy byla použitelná až po proražení cesty Eisackou roklí. Kreuzberská silnice si přesto zachovala velkou část svého starého významu, zejména proto, že i nadále představovala ideální spojení s Tauernskými průsmyky. Svědčí o tom četné nálezy mincí a dalších kulturních památek z doby římské podél zjištěného nebo předpokládaného průběhu římské Kreuzberské cesty.

### Středověk
Ve středověku se toho příliš nezměnilo. Naopak, když po odchodu Římanů přestala být cesta Eisackou roklí použitelná, Kreuzbergpass znovu získal svůj starý význam jako nejdůležitější přístup do Brennerského průsmyku, dokud nebyla obnovena Eisacká silnice. Když na konci středověku mohla být Brennerská stezka opět využívána v celé své délce, Kreuzbergu to nijak neuškodilo, protože právě v této době byly průsmyky v Taurách otevřeny pro dopravu soumary a aktivně využívány. Když koncem 18. století poklesla doprava soumary přes Taury, pravděpodobně to ovlivnilo i Kreuzberský průsmyk, přes který tehdy vedla soumarská stezka sjízdná pro malé vozy.

### Moderní doba
Silnice přes průsmyk Kreuzberg byla ve 30. letech 20. století rozsáhle modernizována. Vede idylickou dolomitskou krajinou a není nijak zvlášť frekventovaná. Z vrcholu průsmyku se stále odpojuje stará cesta vedoucí dolů do vesnice Bagni di Val Grande.

## Historický význam během světových válek
V období před první světovou válkou patřilo údolí Sextental, které se rozkládá severozápadně od průsmyku Kreuzbergpass, ještě rakousko-uherské monarchii. Již v té době se zde nacházelo opevnění, které blokovalo průchod přes průsmyk Kreuzbergpass, aby se zabránilo případnému italskému průlomu do údolí Pustertal, které bylo z vojenského hlediska strategicky důležité díky železniční trati (vybudované v roce 1871). Proto zde byly v letech 1885-1889 postaveny dvě pevnosti Mitterberg a Haideck. Společně s bojovými opevněními na přilehlých horách Innergsell (2065 m) a Hornischegg (2546 m) tvořily takzvanou Šestou bariéru. Na začátku první světové války se však rychle ukázalo, že zátarasy - které při své výstavbě ještě odpovídaly tehdejšímu stavu techniky - se již nemohou vyrovnat nově vyvinutému dělostřelectvu. Proto byly odzbrojeny a děla byla přesunuta na polní pozice. Pevnost Haideck byla během bojů téměř zcela zničena. Mitterberg však nedostal žádné těžké zásahy a sloužil jako pěchotní základna.

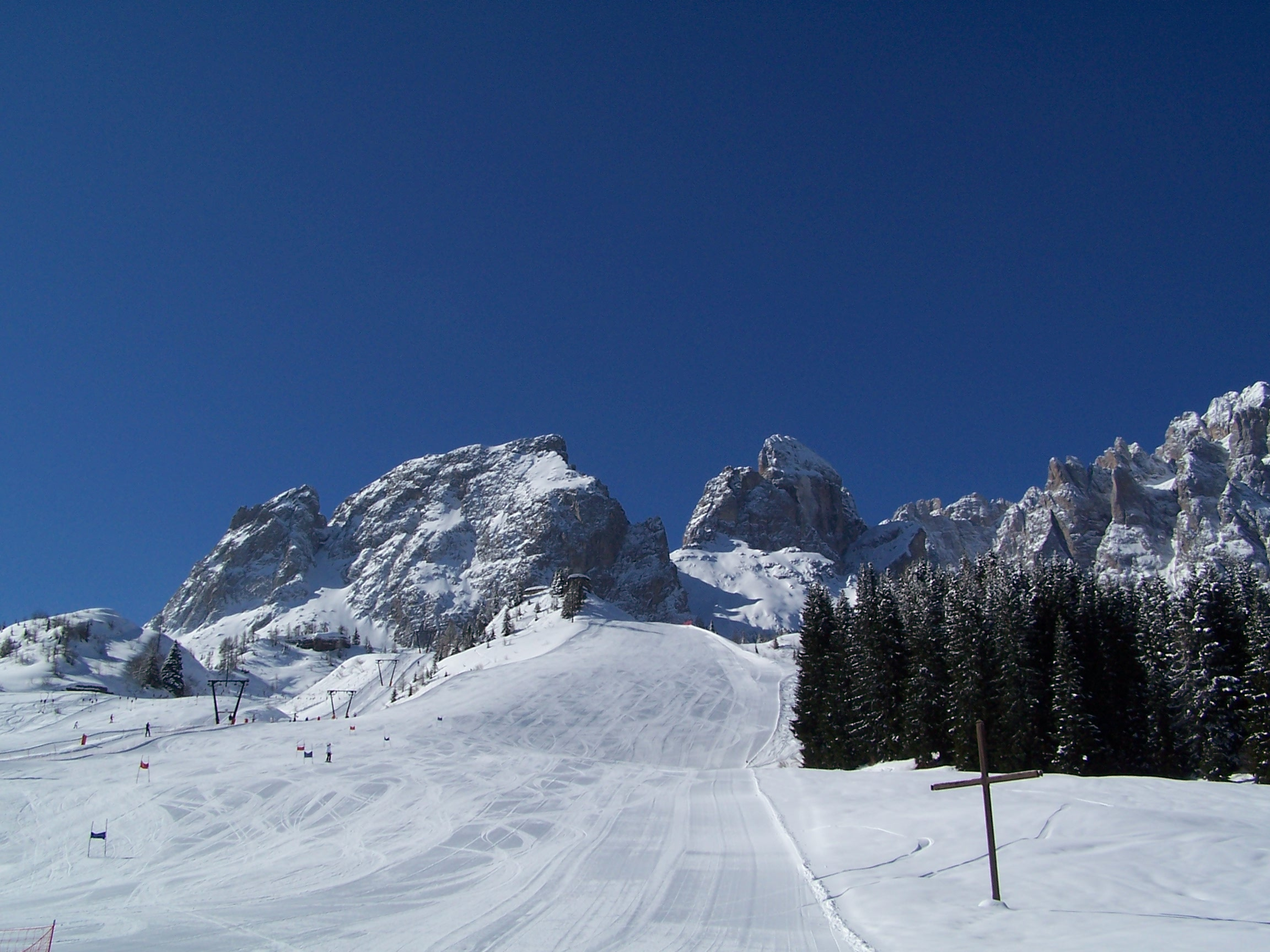
Dřevěný kříž v průsmyku Kreuzberg

V horské válce v Dolomitech v letech 1915-1918 utrpěly obě válčící strany velké ztráty. K bojům došlo také v oblasti kolem Kreuzberského průsmyku. Na památku mrtvých a zraněných byl v průsmyku vztyčen dřevěný kříž. Na silnici mezi Dobbiacem a Cortinou d'Ampezzo se navíc nacházel vojenský tábor.
Po vstupu Saint-Germainské smlouvy v platnost se Kreuzbergpass v roce 1920 stal vnitrozemským italským průsmykem.
Po nástupu Benita Mussoliniho k moci v Itálii, který nedůvěřoval Adolfu Hitlerovi, se takzvaná "Linea non mi fido" dále rozšířila. Byly zde vybudovány další zátarasy a maskované bunkry. Ty však nikdy nedosáhly vojenského významu. Některá z těchto zařízení jsou dodnes vizuálně dobře zachovalá a představují malou atrakci pro turisty se zájmem o vojenskou historii.

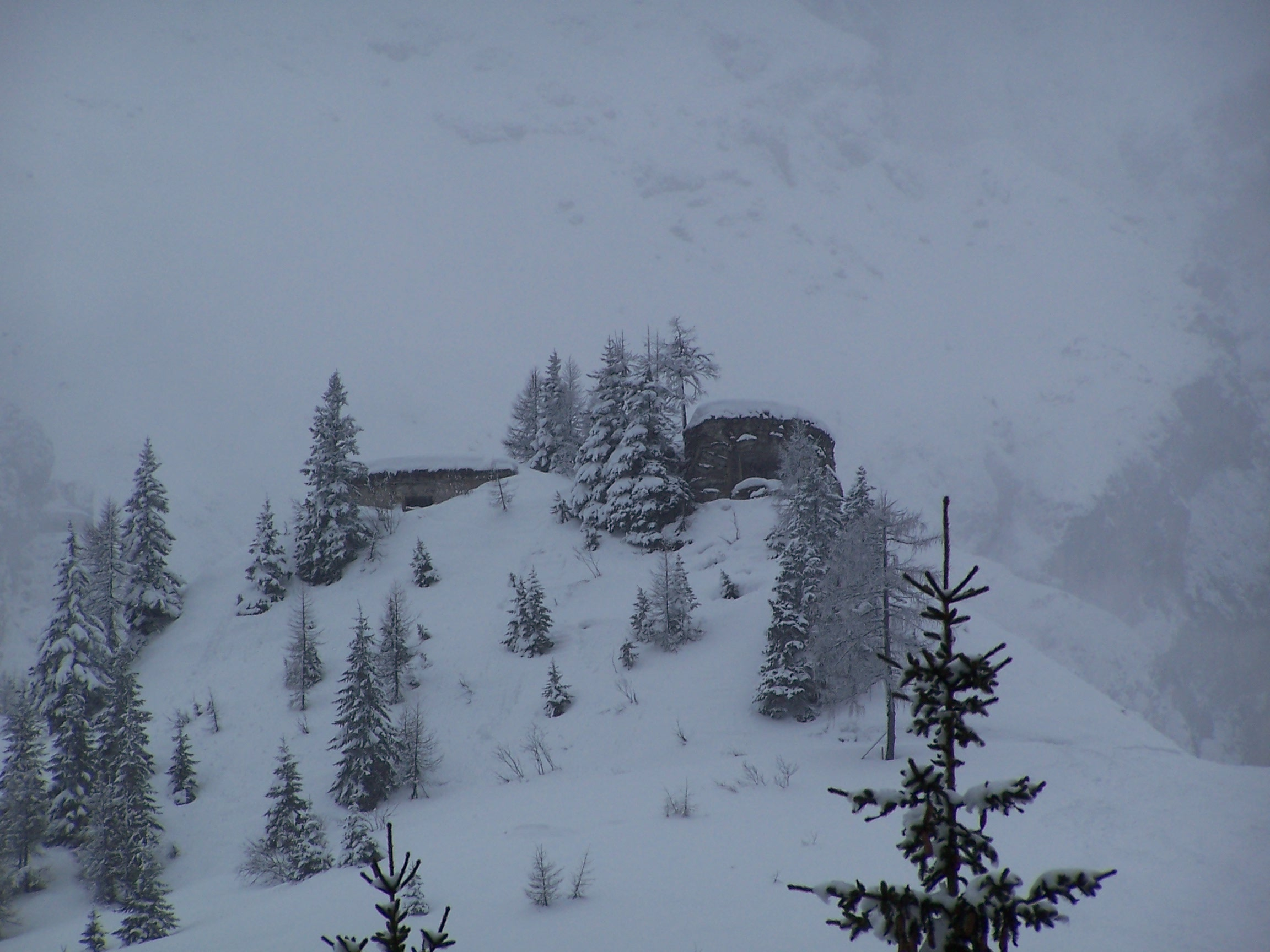
Bunkry v průsmyku Kreuzberg v zimě

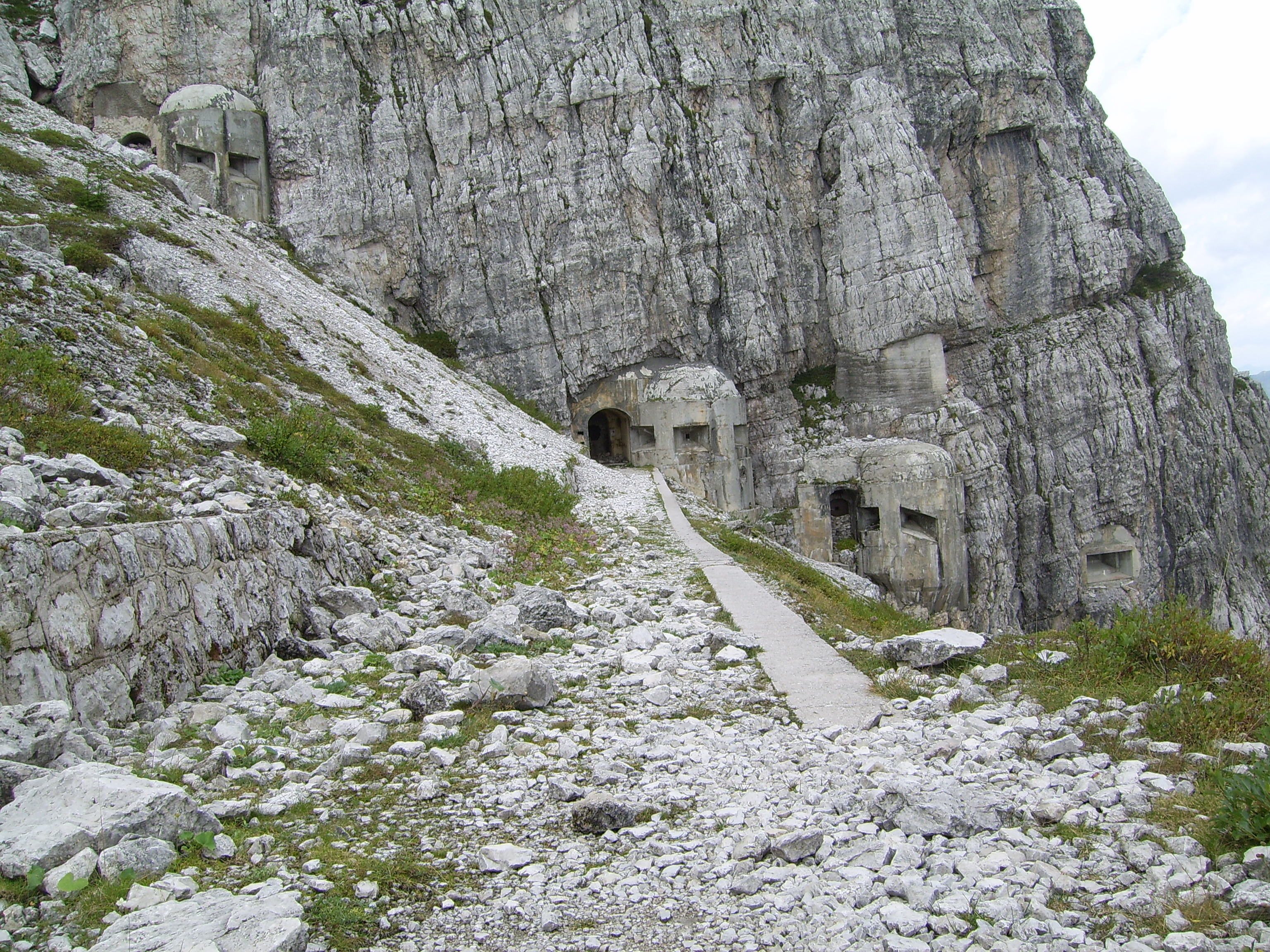
Bunkry v průsmyku Kreuzberg

## Současnost
Sjezdovka na úpatí Rotwandu vešla do historie FIS jako sjezdovka Marca Girardelliho na počest lyžaře, který zde pravidelně pořádal svůj tréninkový kemp.